# Tour Jupiter
La Tour Jupiter est une ancienne tour de défense gallo-romaine construite vers 400 et située dans la ville d'Arlon en province de Luxembourg (Belgique). 
La tour est classée comme monument le 26 février 2013 et reprise sur la liste du patrimoine exceptionnel de la Région wallonne depuis le 12 mai 2022.

## Localisation
La tour est située le long de la rue du Marquisat, au rez-de-chaussée d'une extension de la maison de repos Résidence de la Knippchen.  La tour est visible derrière une vitre depuis un parking situé à l'arrière de l'hôtel de ville d'Arlon. 

## Historique
Cette tour faisait partie intégrante des remparts gallo-romains de la ville d'Arlon datant des alentours de l'an 400. Ces remparts avaient une longueur approximative de 850 mètres et possédaient entre 15 et 20 tours de défense. La tour Jupiter a été découverte en septembre 2009 à la suite de travaux de terrassement pour la création de l'extension d'une maison de repos. La tour a été maintenue in situ et occupe une pièce visible de l'extérieur spécialement aménagée dans cette maison de repos. Une autre base de tour assez similaire, la Tour Neptune, avait été découverte en 1948 à une distance d'environ 125 mètres à vol d'oiseau de la tour Jupiter.

## Description

### La tour
Cette base de tour pleine circulaire est construite en petits moellons de calcaire. Elle repose sur un socle de fondation de plan carré. Le diamètre de la tour approche les 8 mètres et la hauteur restante de 5,2 mètres. Un pan du rempart prolonge la base de la tour.

### Le bas-relief de Jupiter
En novembre 2010, lors de l’examen de la base de la tour, un bas-relief représentant le dieu romain Jupiter Caelus a été mis au jour. Cette découverte a donné son nom à la tour. Jupiter est représenté nu, debout, tenant dans la main droite un objet composé du tonnerre, de l’éclair et de la foudre. Les parties droite et inférieure de ce bas-relief sont manquantes.

## Visite
La tour est visible en permanence derrière une vitre. L'accès à l'intérieur ne peut se faire qu'accompagné d'un guide.

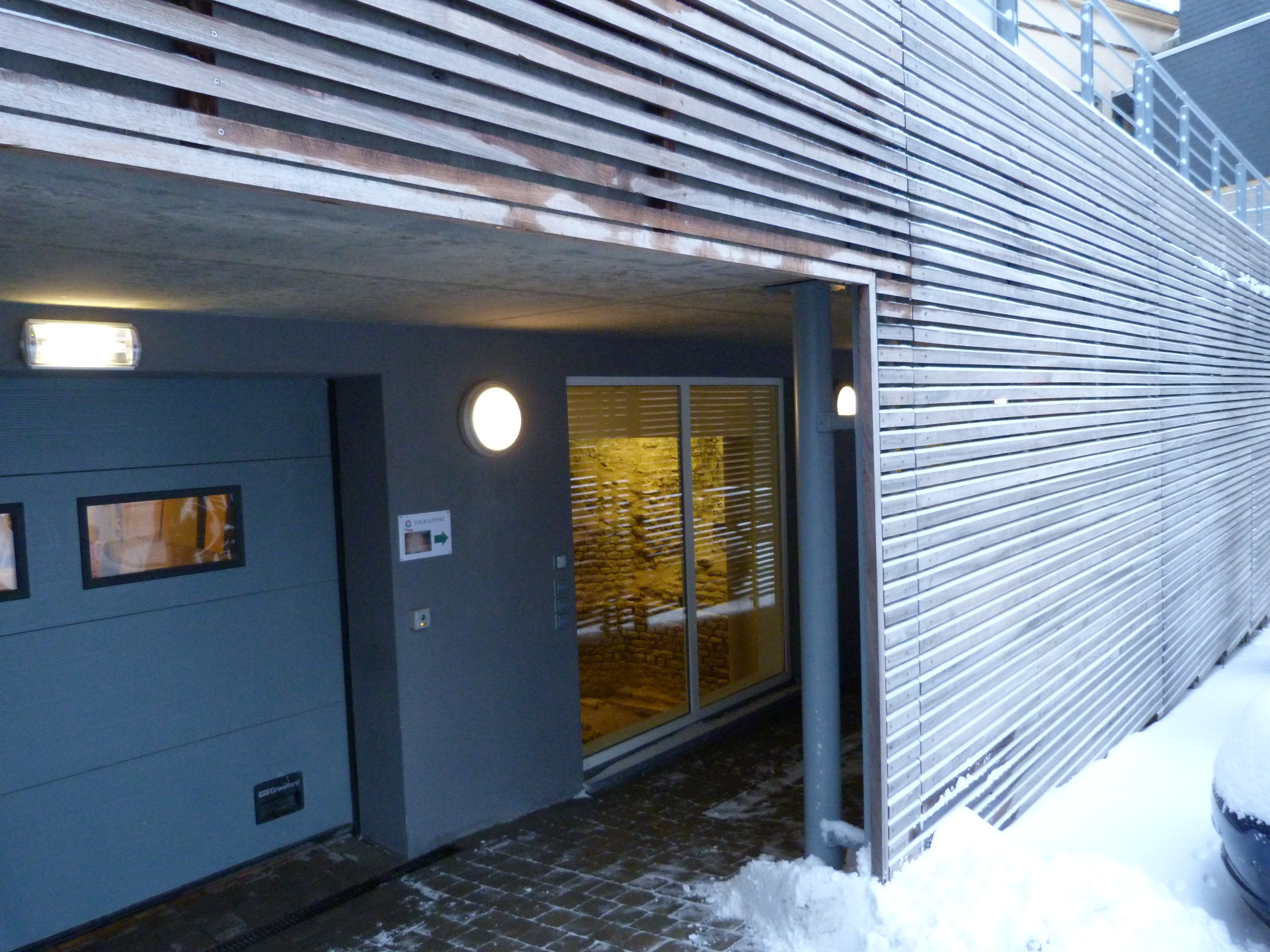
Site de la Tour Jupiter

### Sources et liens externes
- « La Tour romaine Jupiter (classée) », sur arlon.be (consulté le 3 novembre 2022)